# 戈羅德尼昌卡河
53°40′39″N 23°49′14″E / 53.67750°N 23.82056°E
戈羅德尼昌卡河是白俄羅斯的河流，位於該國西北部，流經格羅德諾區，屬於尼曼河的右支流，下游的水壩建於十九世紀，河畔城鎮有格羅德諾。